# Cedartown
Cedartown város az USA Georgia államában. Lakosainak száma 10 190 fő (2020. április 1.).

## Népesség
A település népességének változása:
| Lakosok száma | 323  | 9750 | 10 190 |
|               | 1870 | 2010 | 2020   |

## Katelyn Nicole Davis
2016. december 30-án, a 12 éves Katelyn Nicole Davis a házuk kertjében lévő egyik fára felakasztotta magát, mindezt úgy, hogy élőben közvetítette ezt telefonjával a Live.me oldalon keresztül. Katelyn a tette előtt hosszasan beszél arról, hogy a családja rosszul bánik vele, a mostoha apja bántalmazta, szexuálisan zaklatta, nem voltak barátai, kiközösítették, az anyja nem törődött vele. A videót sok millió ember látta a világon, nagy felháborodást kiváltva az internetes oldalak (Facebook, Youtube...) hozzáállása miatt, akik nem voltak hajlandóak, vagy csak később távolították el a videót a netről.